# Meidericher Spielverein Duisburg 1992-1993
Questa voce raccoglie le informazioni riguardanti il Meidericher Spielverein Duisburg nelle competizioni ufficiali della stagione 1992-1993.

## Stagione
Nella stagione 1992-1993 il Duisburg, allenato da Uwe Reinders e Ewald Lienen, concluse il campionato di 2. Bundesliga al 2º posto. In Coppa di Germania il Duisburg fu eliminato agli ottavi di finale dal Carl Zeiss Jena.

## Rosa
| N. |                        | Ruolo | Calciatore            |
| -- | ---------------------- | ----- | --------------------- |
| 2  | Germania (bandiera)    | D     | Joachim Hopp          |
| 5  | Paesi Bassi (bandiera) | D     | Alfred Nijhuis        |
| 6  | Germania (bandiera)    | D     | Oliver Westerbeek     |
|    | Germania (bandiera)    | P     | Ralf Kellermann       |
|    | Germania (bandiera)    | P     | Jürgen Rollmann       |
|    | Germania (bandiera)    | D     | Olaf Becker           |
|    | Germania (bandiera)    | D     | Andreas Gielchen      |
|    | Germania (bandiera)    | D     | Patrick Notthoff      |
|    | Germania (bandiera)    | D     | Michael Struckmann    |
|    | Polonia (bandiera)     | C     | Jarosław Araszkiewicz |
|    | Marocco (bandiera)     | C     | Rachid Azzouzi        |
|    | Germania (bandiera)    | C     | Stefan Böger          |

| N. |                     | Ruolo | Calciatore             |
| -- | ------------------- | ----- | ---------------------- |
|    | Germania (bandiera) | C     | Michael Harforth       |
|    | Germania (bandiera) | C     | Stefan Minkwitz        |
|    | Austria (bandiera)  | C     | Hannes Reinmayr        |
|    | Germania (bandiera) | C     | Roland Seitz           |
|    | Germania (bandiera) | C     | Franz-Josef Steininger |
|    | Germania (bandiera) | C     | Michael Tarnat         |
|    | Germania (bandiera) | C     | Manfred Tebeck         |
|    | Croazia (bandiera)  | A     | Vlado Papic            |
|    | Germania (bandiera) | A     | Michael Preetz         |
|    | Germania (bandiera) | A     | Markus Sailer          |
|    | Germania (bandiera) | A     | Ferenc Schmidt         |
|    | Germania (bandiera) | A     | Jürgen Wegmann         |

## Organigramma societario
Area tecnica
- Allenatore: Ewald Lienen
- Allenatore in seconda:
- Preparatore dei portieri:
- Preparatori atletici:

## Calciomercato

### Sessione estiva
| Acquisti | Acquisti          | Acquisti              | Acquisti |
| R.       | Nome              | da                    | Modalità |
| -------- | ----------------- | --------------------- | -------- |
| C        | Stefan Böger      | Hansa Rostock         |          |
| C        | Michael Harforth  | Karlsruhe             |          |
| C        | Stefan Minkwitz   | Magdeburgo            |          |
| A        | Michael Preetz    | Saarbrücken           |          |
| P        | Jürgen Rollmann   | Werder Brema          |          |
| A        | Markus Sailer     | St. Pauli             |          |
| C        | Roland Seitz      | TSV Vestenbergsgreuth |          |
| D        | Oliver Westerbeek | Karlsruhe             |          |

| Cessioni | Cessioni         | Cessioni         | Cessioni |
| R.       | Nome             | a                | Modalità |
| -------- | ---------------- | ---------------- | -------- |
| C        | Jörg Beyel       | Wuppertal        |          |
| C        | Dirk Bremser     | Uerdingen 05     |          |
| C        | Uwe Kober        | Wuppertal        |          |
| A        | Vladimir Lyutiy  | Bochum           |          |
| D        | Massimo Mariotti | Viktoria Colonia |          |
| A        | Michael Tönnies  | Wuppertal        |          |

### Sessione invernale
| Acquisti | Acquisti              | Acquisti          | Acquisti |
| R.       | Nome                  | da                | Modalità |
| -------- | --------------------- | ----------------- | -------- |
| C        | Jarosław Araszkiewicz | Lech Poznań       |          |
| C        | Hannes Reinmayr       | Salisburgo        |          |
| A        | Jürgen Wegmann        | Borussia Dortmund |          |

| Cessioni | Cessioni | Cessioni | Cessioni |
| R.       | Nome     | a        | Modalità |
| -------- | -------- | -------- | -------- |

## Risultati

### 2. Bundesliga

#### Girone di andata
| Lipsia 11 luglio 1992, ore 15:30 CEST 1ª giornata | VfB Lipsia | 0 – 0 referto | Duisburg | Zentralstadion (5 150 spett.)\| Arbitro: \| Heynemann \| |
| Arbitro:                                          | Heynemann  |               |          |                                                          |

| Arbitro: | Scheuerer |

|                               |           |           |
| Westerbeek 81’ Struckmann 86’ | Marcatori | 36’ Hwang |

| Colonia 17 luglio 1992, ore 20:00 CEST 3ª giornata | Fortuna Colonia | 0 – 0 referto | Duisburg | Südstadion (8 000 spett.)\| Arbitro: \| Boos \| |
| Arbitro:                                           | Boos            |               |          |                                                 |

| Arbitro: | Kuhne |

|                                       |           |  |
| Nijhuis 8’ Tarnat 12’ Preetz 26’, 72’ | Marcatori |  |

| Arbitro: | Dellwing |

|               |           |  |
| Lange 8’, 43’ | Marcatori |  |

| Arbitro: | Schmidhuber |

|                                         |           |           |
| Preetz 7’ Westerbeek 27’ Struckmann 80’ | Marcatori | 59’ Loose |

| Arbitro: | Steinborn |

|            |           |            |
| Meinke 21’ | Marcatori | 70’ Preetz |

| Arbitro: | Lange |

|             |           |            |
| Nijhuis 49’ | Marcatori | 59’ Drulák |

| Arbitro: | Kiefer |

|  |           |                           |
|  | Marcatori | 31’ Preetz 86’ Steininger |

| Arbitro: | Strampe |

|            |           |  |
| Preetz 78’ | Marcatori |  |

| Arbitro: | Boos |

|             |           |                            |
| Fiebich 85’ | Marcatori | 25’ Preetz 82’, 90’ Sailer |

| Arbitro: | Zerr |

|             |           |  |
| Schmidt 83’ | Marcatori |  |

| Arbitro: | Leimert |

|                                |           |                                   |
| Pröpper 17’ Nijhuis 30’ (aut.) | Marcatori | 44’ Nijhuis 59’ Sailer 70’ Preetz |

| Arbitro: | Schmidt |

|           |           |          |
| Seitz 71’ | Marcatori | 34’ Klee |

| Arbitro: | Harder |

|                         |           |            |
| Schmäler 14’ Hecker 76’ | Marcatori | 57’ Preetz |

| Arbitro: | Amerell |

|                        |           |            |
| Preetz 35’ Schmidt 38’ | Marcatori | 52’ Wagner |

| Arbitro: | Stenzel |

|                        |           |              |
| Heisig 9’ Daschner 83’ | Marcatori | 60’ Notthoff |

| Arbitro: | Müller |

|            |           |  |
| Zimmer 46’ | Marcatori |  |

| Arbitro: | Hauer |

|                           |           |  |
| Preetz 32’ Seitz 35’, 55’ | Marcatori |  |

| Arbitro: | Wippermann |

|  |           |            |
|  | Marcatori | 84’ Preetz |

| Arbitro: | Löwer |

|                         |           |           |
| Tarnat 45’ Minkwitz 79’ | Marcatori | 36’ Gries |

| Darmstadt 21 novembre 1992, ore 15:30 CET 22ª giornata | Darmstadt | 0 – 0 referto | Duisburg | Stadion am Böllenfalltor (6 000 spett.)\| Arbitro: \| Frey \| |
| Arbitro:                                               | Frey      |               |          |                                                               |

| Arbitro: | Werthmann |

|                               |           |                                 |
| Lerch 42’ (aut.) Minkwitz 54’ | Marcatori | 55’ Pfannkuch 60’ Geilenkirchen |

#### Girone di ritorno
| Arbitro: | Schäfer |

|                |           |            |
| Struckmann 67’ | Marcatori | 70’ Edmond |

| Arbitro: | Dellwing |

|             |           |                  |
| Hartwig 54’ | Marcatori | 47’ (aut.) Voigt |

| Arbitro: | Buchhart |

|                           |           |  |
| Westerbeek 53’ Tarnat 54’ | Marcatori |  |

| Arbitro: | Fleske |

|                          |           |             |
| Bergen 15’ Lemberger 32’ | Marcatori | 69’ Wegmann |

| Arbitro: | Merk |

|                        |           |            |
| Reinmayr 8’ Tarnat 73’ | Marcatori | 60’ Lissek |

| Arbitro: | Ziller |

|           |           |  |
| Cyroń 80’ | Marcatori |  |

| Arbitro: | Funken |

|                       |           |  |
| Preetz 68’ Sailer 90’ | Marcatori |  |

| Arbitro: | Brandt-Chollé |

|  |           |                  |
|  | Marcatori | 38’ Araszkiewicz |

| Arbitro: | Kemmling |

|             |           |           |
| Schmidt 43’ | Marcatori | 60’ Bobic |

| Arbitro: | Robel |

|                                 |           |            |
| Spies 25’ Rraklli 54’ Braun 62’ | Marcatori | 75’ Tarnat |

| Arbitro: | Frey |

|                             |           |  |
| Tarnat 11’, 90’ Azzouzi 44’ | Marcatori |  |

| Arbitro: | Albrecht |

|                                   |           |           |
| Gerber 11’ Heidrich 13’, 39’, 76’ | Marcatori | 85’ Böger |

| Arbitro: | Domurat |

|                                                          |           |  |
| Preetz 16’ Notthoff 20’ Schmidt 83’ Papic 87’ Tebeck 89’ | Marcatori |  |

| Arbitro: | Fischer |

|                         |           |                  |
| Holetschek 6’ Weber 61’ | Marcatori | 31’, 55’ Schmidt |

| Arbitro: | Steinborn |

|                        |           |             |
| Wegmann 79’ Preetz 89’ | Marcatori | 90’ Freiler |

| Arbitro: | Wittke |

|          |           |            |
| Ruof 78’ | Marcatori | 44’ Preetz |

| Duisburg 7 maggio 1993, ore 19:30 CEST 40ª giornata | Duisburg  | 0 – 0 referto | Hannover 96 | Wedaustadion (11 000 spett.)\| Arbitro: \| Brandauer \| |
| Arbitro:                                            | Brandauer |               |             |                                                         |

| Arbitro: | Haupt |

|            |           |  |
| Tebeck 35’ | Marcatori |  |

| Homburg 16 maggio 1993, ore 15:00 CEST 42ª giornata | Homburg   | 0 – 0 referto | Duisburg | Waldstadion (2 500 spett.)\| Arbitro: \| Scheuerer \| |
| Arbitro:                                            | Scheuerer |               |          |                                                       |

| Arbitro: | Weise |

|            |           |  |
| Preetz 16’ | Marcatori |  |

| Arbitro: | Schmidhuber |

|                      |           |  |
| Kaiser 44’ Gries 66’ | Marcatori |  |

| Arbitro: | Fleske |

|          |           |  |
| Papic 3’ | Marcatori |  |

| Arbitro: | Schäfer |

|             |           |                         |
| Pasulko 89’ | Marcatori | 82’ Reinmayr 87’ Sailer |

### Coppa di Germania
| Arbitro: | Fröhlich |

|                                 |                      |                                            |
| Harforth Tarnat Schmidt Nijhuis | Tiri di rigore 4 – 3 | Steinmann Ordenewitz Heldt Higl Littbarski |

| Arbitro: | Leimert |

|                                   |           |             |
| Preetz 10’ Tarnat 24’ Nijhuis 66’ | Marcatori | 25’ Löchelt |

| Arbitro: | Osmers |

|                                        |           |                             |
| Löhnert 86’ Wittke 103’ Schreiber 105’ | Marcatori | 39’ Azzouzi 116’ Struckmann |

## Statistiche

### Statistiche di squadra
| Competizione      | Punti | In casa | In casa | In casa | In casa | In casa | In casa | In trasferta | In trasferta | In trasferta | In trasferta | In trasferta | In trasferta | Totale | Totale | Totale | Totale | Totale | Totale | DR  |
| Competizione      | Punti | G       | V       | N       | P       | Gf      | Gs      | G            | V            | N            | P            | Gf           | Gs           | G      | V      | N      | P      | Gf     | Gs     | DR  |
| ----------------- | ----- | ------- | ------- | ------- | ------- | ------- | ------- | ------------ | ------------ | ------------ | ------------ | ------------ | ------------ | ------ | ------ | ------ | ------ | ------ | ------ | --- |
| 2. Bundesliga     | 60    | 23      | 17      | 6       | 0       | 43      | 12      | 23           | 6            | 8            | 9            | 22           | 28           | 46     | 23     | 14     | 9      | 65     | 40     | +25 |
| Coppa di Germania | -     | 2       | 1       | 1       | 0       | 3       | 1       | 1            | 0            | 0            | 1            | 2            | 3            | 3      | 1      | 1      | 1      | 5      | 4      | +1  |
| Totale            | 60    | 25      | 18      | 7       | 0       | 46      | 13      | 24           | 6            | 8            | 10           | 24           | 31           | 49     | 24     | 15     | 10     | 70     | 44     | +26 |

### Andamento in campionato
| Giornata  | 1  | 2 | 3 | 4 | 5 | 6 | 7 | 8 | 9 | 10 | 11 | 12 | 13 | 14 | 15 | 16 | 17 | 18 | 19 | 20 | 21 | 22 | 23 | 24 | 25 | 26 | 27 | 28 | 29 | 30 | 31 | 32 | 33 | 34 | 35 | 36 | 37 | 38 | 39 | 40 | 41 | 42 | 43 | 44 | 45 | 46 |
| --------- | -- | - | - | - | - | - | - | - | - | -- | -- | -- | -- | -- | -- | -- | -- | -- | -- | -- | -- | -- | -- | -- | -- | -- | -- | -- | -- | -- | -- | -- | -- | -- | -- | -- | -- | -- | -- | -- | -- | -- | -- | -- | -- | -- |
| Luogo     | T  | C | T | C | T | C | T | C | T | C  | T  | C  | T  | C  | T  | C  | T  | T  | C  | T  | C  | T  | C  | C  | T  | C  | T  | C  | T  | C  | T  | C  | T  | C  | T  | C  | T  | C  | T  | C  | C  | T  | C  | T  | C  | T  |
| Risultato | N  | V | N | V | P | V | N | N | V | V  | V  | V  | V  | N  | P  | V  | P  | P  | V  | V  | V  | N  | N  | N  | N  | V  | P  | V  | P  | V  | V  | N  | P  | V  | P  | V  | N  | V  | N  | N  | V  | N  | V  | P  | V  | V  |
| Posizione | 16 | 9 | 7 | 4 | 7 | 5 | 4 | 6 | 3 | 3  | 2  | 2  | 2  | 2  | 2  | 2  | 3  | 4  | 3  | 3  | 2  | 2  | 3  | 3  | 3  | 2  | 3  | 2  | 3  | 2  | 2  | 2  | 3  | 3  | 3  | 3  | 4  | 2  | 2  | 2  | 2  | 2  | 2  | 2  | 2  | 2  |

Legenda:

Luogo: C = Casa; T = Trasferta. Risultato: V = Vittoria; N = Pareggio; P = Sconfitta.

### Statistiche dei giocatori
!! colspan="4" | Totale

| Giocatore     | 2. Bundesliga | 2. Bundesliga | 2. Bundesliga | 2. Bundesliga | Coppa di Germania J. Araszkiewicz | Coppa di Germania J. Araszkiewicz | Coppa di Germania J. Araszkiewicz | Coppa di Germania J. Araszkiewicz | 10       | 1    | 0           | 0          | 0 | 0 | 0 | 0 | 10 | 1 | 0 | 0 |
| Giocatore     | Presenze      | Reti          | Ammonizioni   | Espulsioni    | Presenze                          | Reti                              | Ammonizioni                       | Espulsioni                        | Presenze | Reti | Ammonizioni | Espulsioni |   |   |   |   |    |   |   |   |
| R. Azzouzi    | 26            | 1             | 3             | 0             | 1                                 | 1                                 | 0                                 | 0                                 | 27       | 2    | 3           | 0          |   |   |   |   |    |   |   |   |
| O. Becker     | 3             | 0             | 0             | 0             | 0                                 | 0                                 | 0                                 | 0                                 | 3        | 0    | 0           | 0          |   |   |   |   |    |   |   |   |
| S. Böger      | 31            | 1             | 7             | 1             | 3                                 | 0                                 | 1                                 | 0                                 | 34       | 1    | 8           | 1          |   |   |   |   |    |   |   |   |
| A. Gielchen   | 20            | 0             | 1             | 0             | 2                                 | 0                                 | 1                                 | 0                                 | 22       | 0    | 2           | 0          |   |   |   |   |    |   |   |   |
| M. Harforth   | 15            | 0             | 1             | 0             | 2                                 | 0                                 | 0                                 | 0                                 | 17       | 0    | 1           | 0          |   |   |   |   |    |   |   |   |
| J. Hopp       | 18            | 0             | 2             | 1             | 2                                 | 0                                 | 0                                 | 0                                 | 20       | 0    | 2           | 1          |   |   |   |   |    |   |   |   |
| R. Kellermann | 0             | 0             | 0             | 0             | 0                                 | 0                                 | 0                                 | 0                                 | 0        | 0    | 0           | 0          |   |   |   |   |    |   |   |   |
| S. Minkwitz   | 37            | 2             | 7             | 2             | 3                                 | 0                                 | 0                                 | 0                                 | 40       | 2    | 7           | 2          |   |   |   |   |    |   |   |   |
| A. Nijhuis    | 43            | 3             | 9             | 0             | 3                                 | 1                                 | 0                                 | 0                                 | 46       | 4    | 9           | 0          |   |   |   |   |    |   |   |   |
| P. Notthoff   | 25            | 2             | 1             | 0             | 1                                 | 0                                 | 0                                 | 0                                 | 26       | 2    | 1           | 0          |   |   |   |   |    |   |   |   |
| V. Papic      | 17            | 2             | 0             | 0             | 0                                 | 0                                 | 0                                 | 0                                 | 17       | 2    | 0           | 0          |   |   |   |   |    |   |   |   |
| M. Preetz     | 42            | 17            | 5             | 0             | 2                                 | 1                                 | 0                                 | 0                                 | 44       | 18   | 5           | 0          |   |   |   |   |    |   |   |   |
| H. Reinmayr   | 17            | 2             | 1             | 0             | 0                                 | 0                                 | 0                                 | 0                                 | 17       | 2    | 1           | 0          |   |   |   |   |    |   |   |   |
| J. Rollmann   | 46            | 0             | 1             | 0             | 3                                 | 0                                 | 0                                 | 0                                 | 49       | 0    | 1           | 0          |   |   |   |   |    |   |   |   |
| M. Sailer     | 30            | 5             | 4             | 1             | 3                                 | 0                                 | 1                                 | 0                                 | 33       | 5    | 5           | 1          |   |   |   |   |    |   |   |   |
| F. Schmidt    | 31            | 6             | 10            | 0             | 3                                 | 0                                 | 0                                 | 0                                 | 34       | 6    | 10          | 0          |   |   |   |   |    |   |   |   |
| R. Seitz      | 16            | 3             | 2             | 0             | 2                                 | 0                                 | 1                                 | 0                                 | 18       | 3    | 3           | 0          |   |   |   |   |    |   |   |   |
| F. Steininger | 37            | 1             | 4             | 0             | 3                                 | 0                                 | 1                                 | 0                                 | 40       | 1    | 5           | 0          |   |   |   |   |    |   |   |   |
| M. Struckmann | 22            | 3             | 7             | 1             | 1                                 | 1                                 | 0                                 | 0                                 | 23       | 4    | 7           | 1          |   |   |   |   |    |   |   |   |
| M. Tarnat     | 43            | 7             | 4             | 1             | 3                                 | 1                                 | 0                                 | 0                                 | 46       | 8    | 4           | 1          |   |   |   |   |    |   |   |   |
| M. Tebeck     | 14            | 2             | 3             | 0             | 0                                 | 0                                 | 0                                 | 0                                 | 14       | 2    | 3           | 0          |   |   |   |   |    |   |   |   |
| J. Wegmann    | 7             | 2             | 0             | 0             | 0                                 | 0                                 | 0                                 | 0                                 | 7        | 2    | 0           | 0          |   |   |   |   |    |   |   |   |
| O. Westerbeek | 44            | 3             | 8             | 1             | 2                                 | 0                                 | 0                                 | 0                                 | 46       | 3    | 8           | 1          |   |   |   |   |    |   |   |   |